# 尼崎市警察
尼崎市警察（あまがさきしけいさつ）は、かつて存在した兵庫県尼崎市の自治体警察。

## 概要
旧警察法の施行で、従来の兵庫県警察部が解体され、1948年（昭和23年）1月14日に尼崎市警察本部が設置された。1948年（昭和23年）12月に尼崎市警察局と改称した。翌1949年（昭和24年）頃に、警察局長と東署長との間で運営方針をめぐり対立が起き、市政を揺るがせた。尼崎市公安委員会は警察局長を罷免することで解決を図った。東署長も後日辞任した。
その後、1954年（昭和29年）に、旧警察法を全面改正する形で新警察法が公布された。これにより国家地方警察と自治体警察が廃止され、新たに都道府県警察として兵庫県警察が発足。尼崎市警察も兵庫県警察に統合され、姿を消した。

## 尼崎市警察問題
尼崎市警察長選任をきっかけに生じた内部対立が背景となった昭和25年に発覚した尼崎市警の乱脈は尼崎市警察問題として全国的な注目を浴びた。
1948年7月7日、尼崎市東警察署・尼崎市西警察署・尼崎市北警察署が開署し市内三署体制に増強された。これに先立ち、三署を統括する尼崎市警察本部は尼崎市警察署長であった中島弥平を警察長として発足されていた。この警察長選任に関しては尼崎市公安委員会と尼崎市議会警察消防委員会との間で対立があり、国家地方警察京都府本部刑務部長であった金田正を警察長に充てると決定していた公安委員会が市議会有力会派の横槍に譲歩したという事情があった。これに関し、公安委員であった永沢嘉巳男（大谷重工業）は同年7月21日・22日の神戸新聞に論説を投書し、警察の民主化を図るために警察長候補には民間人を含め広い範囲を想定していたこと、国家的警察に染まり切った警察官では警察の民主化に踏切がつかないことを指摘したうえで、市議会が予算を握っている以上円滑な運営のためには譲歩せざるを得ず、やむなく譲歩したことをほのめかした。そのうえで、市議会のみならず周辺自治体の自治体警察署長が「尼崎市の警察長に輸入候補がすえられるならば自分らは協力しない」と表明したと述べて、警察の派閥的行為を暴露した。
この投書に関して、市議会では問題への説明が要求されたが、警察消防委員会は「公安委員会に対して重圧を加へた如き事は毛頭ない」と述べ、一方で公安委員会は「言葉の如何に関はらず中島氏以外を警察長に任命した場合市会の協力を得られないことは全体に察知できた」と食い違いのある発言をした。しかし、どの党・会派もこの問題を追及するのを避け、琴政会の池田徳誠議員らがこれに追及することを市議会は封殺した。市長六島誠之助も公安委員会と同意見であったことから、この人事はのちにしこりを残す結果となった。
1950年1月30日、尼崎東警察署の香島主任に対して有力議員であった市議会警察消防委員の白石市郎が干渉し、業務上横領被疑者の釈放を要求、香島に暴言を浴びせ暴行を働いた。東警察署長の中林英夫はこの報告を受け中島市警局長と会見したが、中林警察局長（1948年に警察本部は警察局に改組）は自身の協力者である白石を検挙することは不利益になるとして捜査終了を支持し、局内に緘口令を敷いた。公安委員会は警察局長に報告を求めたが、提出された報告をもとに声明書を出した。池田徳誠議員が警察の腐敗を追及した質問に対し、中島局長は「いかなる社会悪にたいしても断乎として正統なる警察力を発揮いたしておる」と答弁したが、白石事件の報告書は公開されなかった。ところが4月4日、神戸地方検察局が白石市議を逮捕するに至った。ここにおいて警察局の報告書の内容が虚偽であったと判明し、公安委員会は中島に辞職を要求したがこれを拒否したため、4月6日に公安委員会は中島市警察局長を罷免する決定をした。15日には琴政会の主催で「市警粛正市民大会」が千人規模で開催されていた。市議会に警察特別調査委員会が設けられ、同時期に発生していた大谷重工業や和光純薬工業での労働争議が警察粛正の市民運動と結びつき、5月30日に市議会は赤旗を持った傍聴者が満員の中「声明書」を採択するに至った。
市議会は地方自治法100条に基づく警察特別調査委員会（百条委員会）を設置を検討、この過程で中林の失脚をねらい百条委員会設置を図る明政クラブ・新政会と、追及は公安委員会に任せるべきであるという琴政会の対立で市議会に混乱が生じた。4月28日、寺本和一郎を委員長として百条委員会が設置されたが、琴政会の議員は委員となることが認められないなど党派争いが公然と現れた。百条委員会の設置はこれが全国初であり、占領軍近畿民事部の将校が激励に訪れるなどした。5月30日に報告書が提出され、密輸組織と警察の癒着や捜査文書の改竄が明らかにされた。この調査の間、中林は寺本組・安田組・井上組・田中一家などの暴力団を別件で捜査し、明声クラブの寺本直次郎・安田孝太郎議員を含む多数の暴力団関係者を検挙した。公安委員である岡沢良雄・大塚義男（麒麟麦酒）もまた別件で逮捕された。報告の議場では寺本調査委員長と岡沢公安委員長が激論を交わした。この際前述の暴力団検挙において大谷争議・和光争議に介入する暴力団を警察が検挙しなかったことから共産党・全労協は市警粛正・市議会解散の運動に2000人規模の大動員をかけており、傍聴を求める市民が議場からあふれ出していた。
このように労働者・市民を沸騰させた市警問題であったが、6月6日に寺本委員長の公職選挙法違反での逮捕と24日の藤田秀実元国家地方警察大阪管区本部総務部長の新局長就任、9月にはジェーン台風による混乱があり、うやむやのうちにこの問題は終結した。戦後初めて導入された市民の代表からなる公安委員会による警察管理方式は、警察の民主化・公正な運営を確保するために設けられたもので、地方ボスによる警察運営の介入は排除されるべきものであった。尼崎市警察問題は地域ボス支配のもとでの警察民主化の困難さを白日の下に晒すものであり、他の中小自治体警察に対する大きな警鐘となった。
1969年に尼崎市が『尼崎市史』の別冊として刊行した師岡佑行著『尼崎の戦後史』は、市警問題について詳細に著述していたために刊行当時に現職県議になっていた中林英夫らの圧力により配布直後に回収されている。

## 組織
1953年（昭和28年）時点
- 警務部
  - 会計課、警務課、秘書企画課、教養監察課
- 警ら部
  - 警備課、警ら交通課、保安課
- 刑事部
  - 捜査課、鑑識統計課、防犯課

## 警察署
1953年（昭和28年）時点
- 東警察署
- 西警察署
- 南警察署
- 北警察署